# Ernest Hamy
Ernest Hamy (Boulogne-sur-Mer, 22 giugno 1842 – Parigi, 18 novembre 1908) è stato un medico, antropologo ed etnologo francese.

## Biografia
Ernest Théodore Hamy o Théodore Jules Ernest Hamy, di formazione medico, fu antropologo ed etnologo, fondatore del "Museo di etnografia del Trocadéro" nel 1878 e co-fondatore della "Galleria di Paleontologia e di Anatomia comparata" nel 1898, assieme a Albert Gaudry e Georges Pouchet. Con i suoi collaboratori manifestò un crescente interesse per gli sviluppi americani della scienza, sino a fondare la prima "Società americanista di Francia" a Parigi.
Hamy era figlio di un farmacista di Boulogne-sur-Mer. Dopo il liceo si iscrisse alla Facoltà di medicina di Parigi. Nel 1864, mentre era assistente esterno del dottor Charcot   all'ospedale della Salpêtrière, incontrò Paul Broca, che nel 1859 aveva creato la "Société d'anthropologie de Paris". Hamy da quel momento si interessò assai più dell'antropologia fisica che della medicina tradizionale. Seguì pertanto Broca all'Ospedale Saint-Antoine, dove poté assistere alle sedute della Società antropologica. Tre anni dopo divenne membro effettivo di tale Società che lo incaricò di raccogliere i teschi venuti alla luce durante i lavori nel cimitero del nuovo Hôtel-Dieu di Parigi, per il Museo della Società stessa. Quel medesimo anno, in occasione dell'Expo 1867, venne incaricato anche dello studio delle mummie e dei crani egizi collezionati da François Auguste Ferdinand Mariette.

### Antropologo
Nel 1868, dopo che Hamy ebbe discusso la sua tesi di medicina (L’osso intermascellare dell’uomo nello stato normale e patologico), P. Broca lo prese come assistente nel laboratorio di studi antropologici della "Scuola pratica di studi superiori".

Nel 1869, per i suoi successi all'Expo, venne invitato in Egitto per l'inaugurazione del Canale di Suez. Con l'occasione Hamy raccolse degli artefatti preistorici. L'anno seguente partecipò a degli scavi preistorici nei dipartimenti dell'Eure e nell'Eure-et-Loir.

Nel 1872 sostituì l'assistente ammalato di Armand de Quatrefages, titolare della cattedra di antropologia del Museo di storia naturale di Parigi, e l'anno seguente prese definitivamente il suo posto, divenendo così aiuto-naturalista. Quatrefages e Hamy precisarono le misurazioni e gli indici di base degli inventari osteologici e stilarono il testo Crania ethnica (1875-1882), lavoro basato su dati antropologici francesi e stranieri, simile al Crania di Thurnam e Davis e al Crania Americana and Crania Aegyptiaca di S. G. Morton. Essi contribuirono alla formazione dell'antropologia preistorica e identificarono la «razza dell'Uomo di Cro-Magnon » nel 1878. Ernest Hamy fu uno dei primi studiosi francesi a riconoscere l’Uomo di Neanderthal. Come Quatrefages, egli era un sostenitore delle tesi monogenetiche.

Nel 1892, alla morte di Quatrefages, Hamy divenne titolare della cattedra di antropologia del Museo di storia naturale di Parigi.

### Etnologo

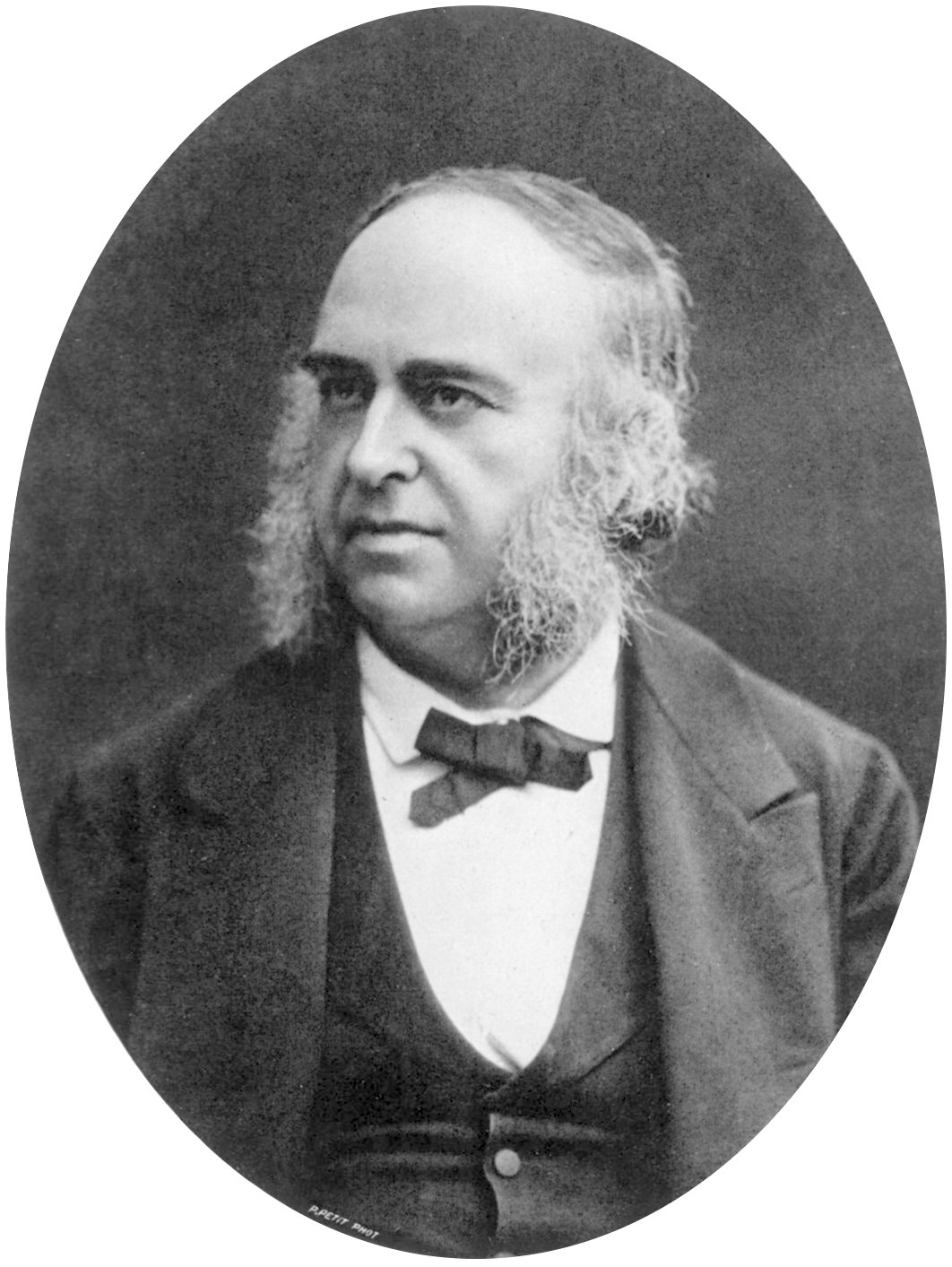
Paul Broca

Ma gli interessi di Hamy si spinsero sempre oltre i limiti dell'antropologia fisica. Essi si estesero alle tradizioni locali del Nord, all'archeologia, quindi sempre più all'etnografia, della quale Hamy fu uno dei fondatori in Francia. Definirà questa disciplina nel 1880 come « lo studio di tutte le manifestazioni materiali dell'attività umana. Essa ha per obiettivo lo studio dei gruppi etnici, nella loro vita intima e nei loro rapporti reciproci: alimentazione e abitazione, abbigliamento e ornamenti, armi da guerra e strumenti per la caccia e la pesca, industrie e culture, feste e cerimonie civili, giochi e arti. L’etnografia s’interessa dei problemi dell'origine dei gruppi e pone in evidenza la dottrina del progresso continuo delle società, mostrando le similitudini fra usanze e tipi di vita. ».
Dal 1864, Hamy partecipò a diversi scavi archeologici nella sua regione d'origine, con uno dei professori dell'università. La mostra di reperti egizi che egli contribuì ad organizzare nel 1867 in seno all'Expo, comprendeva anche diversi elementi etnologici. Inoltre, nell'ambito dell'Expo del 1878, svolse un ruolo essenziale nell'organizzazione del "Museo delle missioni etnografiche", destinato a stimolare l'interesse del pubblico per l'espansione coloniale francese. Considerato il successo di questa mostra, nello stesso anno la Camera dei deputati accolse l'idea della creazione di un Museo etnografico, che Hamy aveva proposto con il sostegno di Quatrefages. Egli poté così concretare il progetto di raggruppamento in un solo luogo delle varie collezioni sparse, che prima di lui era stato ideato senza successo da Edme François Jomard. Il 19 luglio del 1880 Jules Ferry firmò il decreto, creando così il Museo etnografico del Trocadéro. E Hamy venne nominato Conservatore e Direttore delle missioni scientifiche.
All'interno del nuovo museo, l'ordinamento e la disposizione delle varie collezioni, nelle quali si mescolavano oggetti etnografici, preistorici e di antropologia fisica, seguirono strettamente quei criteri che Hamy aveva definito ed enunciato nel suo testo Les Origines du musée d'Ethnographie (1890). Il principio espositivo che Hamy adottò fu quello di illustrare gli elementi fondamentali di una civiltà per far meglio comprendere l'opera che da tale civiltà era nata. Secondo le concezioni dell'epoca gli avvenimenti e gli elementi biologici sono legati a quelli culturali. In questo modo egli tentò di coniugare l'approssimazione evoluzionista a quella diffusionista.
La parte essenziale del suo lavoro consistette nella classificazione e nell'arricchimento delle collezioni, nonostante il museo disponesse di un bilancio assai ridotto. Avvenne, infatti, che le casse di spedizione dei vari pezzi dovettero spesso essere usate come contenitori espositivi e la sala dedicata all'Oceania dovette chiudere nel 1889 e nel 1910 per mancanza di fondi. A tale proposito Hamy mobilitò esploratori e collezionisti, fra cui il suo compatriota Alphonse Pinart. Inoltre, dando molta importanza alla preparazione delle missioni scientifiche, dal 1876 tenne diverse conferenze nel Museo di storia naturale destinate a coloro che erano incaricati di effettuare missioni. Peraltro, il suo progetto di un corso di etnografia da tenersi nel Museo del Trocadero, proposto assieme al collega Armand Landrin, fu respinto dal Ministero della Pubblica Istruzione. Hamy elaborò comunque nel 1883 un libretto di istruzioni e un questionario, destinati a facilitare il lavoro sul terreno di scavo, che furono riediti nel 1889.
Egli stesso, nel 1887, compì una missione archeologico-etnologica in Tunisia, onde approfondire la cultura Berbera. I suoi numerosi viaggi all'estero, però, avevano in prevalenza lo scopo di partecipare a congressi, incontrare colleghi e visitare musei etnografici. Visitò infatti i Paesi all'avanguardia nella costituzione di tali musei: Inghilterra, Svezia, Danimarca e Norvegia.
Appassionato anche della cultura slava, acquistò la primissima collezione russa (del 1879) durante il Congresso di antropologia di Mosca. Ma spese comunque molto del suo tempo e delle sue energie nell'adempimento del suo ruolo di Conservatore: sotto la sua direzione il Museo del Trocadero divenne una delle principali istituzioni di etnografia dell'epoca.
Ma nel 1906, per ragioni di salute, Hamy si dimise dalla carica di Conservatore del museo e due anni dopo, all'età di 66 anni, morì a Parigi.

Dopo la sua scomparsa il museo conobbe un periodo di rallentamento delle attività, che si protrasse per una ventina d'anni, sino al 1928, quando Paul Rivet, uno degli ultimi collaboratori di Hamy, ottenne la connessione del Museo etnografico del Trocadero con la cattedra di antropologia del Museo di storia naturale di Parigi.

## Incarichi e titoli

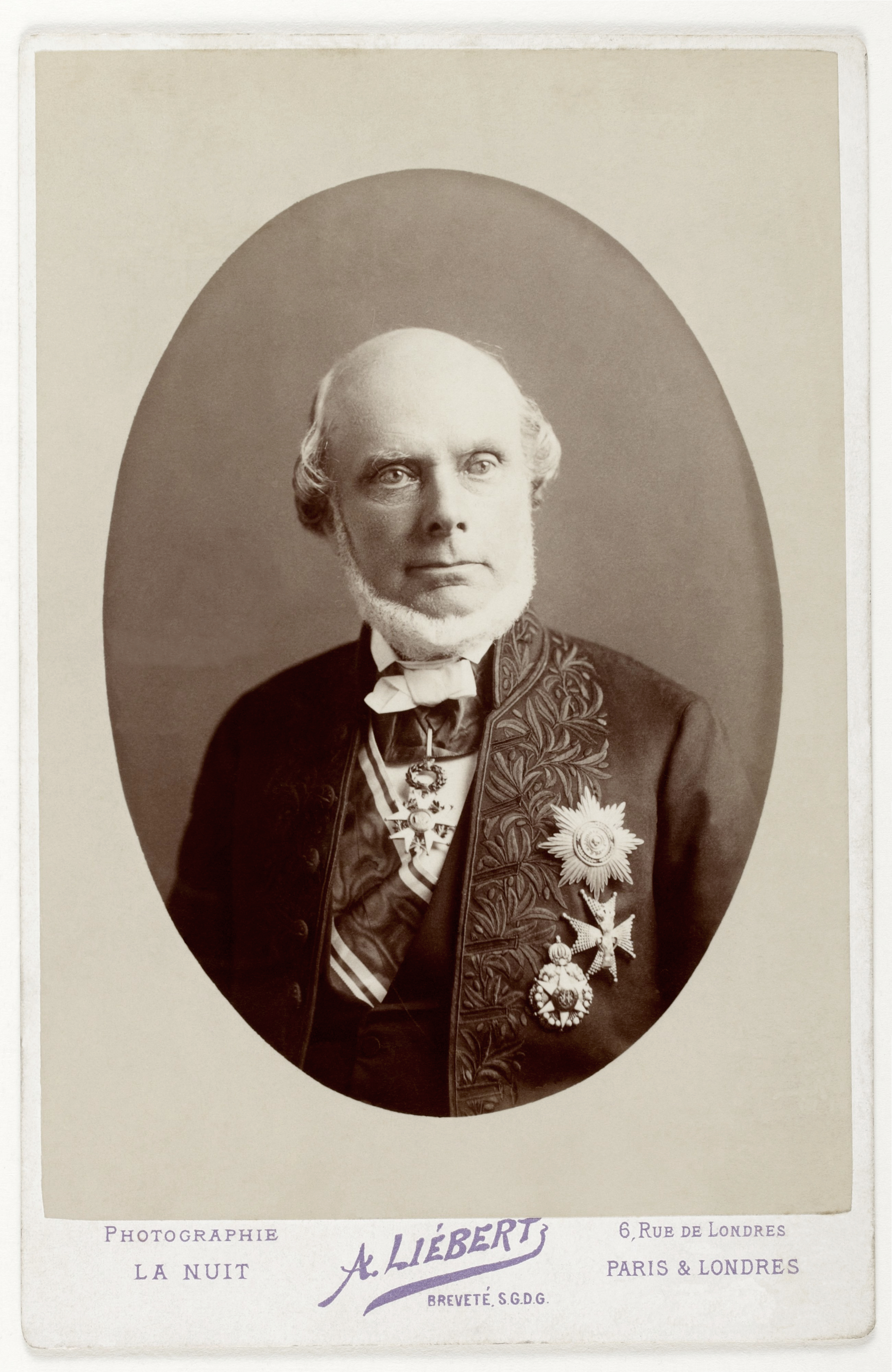
Armand de Quatrefages

- 1868 - Laboratorio d’antropologia degli Studi Superiori (Hautes Études): preparatore e direttore dei lavori
- 1872-1892 - Museo di Storia naturale di Parigi, assistente
- 1892-1908 - Museo di Storia naturale di Parigi, titolare della cattedra di antropologia
- 1880-1906 - Museo etnografico del Trocadero, Conservatore
- 1866 - Società accademica del Boulonnais,  membro
- 1867 - Società di antropologia di Parigi, membro, poi segretario, quindi presidente nel 1884 e nel 1906
- 1876 - Società di geografia, membro, quindi presidente nel 1909[3]
- 1885 - Sezione di geografia storica e descrittiva del "Comité des travaux historiques et scientifiques", segretario e redattore del bollettino
- 1887 e 1895 - Società delle tradizioni popolari, presidente
- 1881 - Commissione per i viaggi e le missioni, membro
- 1882 - "Revue d'ethnographie", fondatore e direttore
- 1890 - "Académie des inscriptions et belles-lettres", membro
- 1895-1908 - Società degli americanisti di Parigi, fondatore, presidente e editore del giornale della società
- 1901 - Associazione francese per il progresso delle scienze, presidente
- 1903 - Accademia nazionale di medicina, membro

## Pubblicazioni
Hamy espresse le sue idee con numerose pubblicazioni in diversi settori della scienza: antropologia e etnologia, naturalmente, ma anche museologia, folklore, antiche carte, vite di navigatori e di scienziati, ecc. Scrisse almeno 18 libri e 900 articoli. 
Le sue opere principali sono:
- Précis de paléontologie humaine (1870) - (Compendio di paleontologia umana)
- Crania Ethnica, scritto in collaborazione con A. De Quatrefages - 2 volumi, 100 tavole (1875-1882)
- Les Origines du musée d'ethnographie (1890) - (Le origini del museo etnografico)
- Biografia di William Davisson, sovrintendente del Giardino del re e professore di chimica  (1898)